# 遮罗族
遮罗族是越南官方认定的54个民族之一，分布在越南同奈省、平阳省、平福省、平顺省、林同省和巴地头顿省。根据1999年人口普查，遮罗族共22,567人。
他们说遮罗语，是南亚语系孟-高棉语族的一种语言。